# Dinonemertes arctica
Dinonemertes arctica är en djurart som tillhör fylumet slemmaskar, och som beskrevs av Korotkevich 1977. Dinonemertes arctica ingår i släktet Dinonemertes och familjen Dinonemertidae. Inga underarter finns listade i Catalogue of Life.